# Фульк Бертран (граф Прованса)
Фульк Бертран (фр. Foulques Bertrand de Provence; ум. 1050/1054) — граф Прованса с 1018, маркиз Прованса после 1037, граф Форкалькье, сын графа Гильома II Благочестивого и Герберги Бургундской.

## Биография
Точный год рождения Фулька Бертрана неизвестен.  Впервые он упомянут вместе с братьями, матерью и вдовствующей графиней Аделаидой Анжуйской, вдовой графа Гильома I, в двух актах о дарениях аббатству Сен-Виктор в Марселе, датированном 1018 годом. В том же 1018 году погиб отец Фулька Бертрана, граф Гильом II, после чего его 3 сына Гильом IV, Фульк Бертран и Жоффруа I унаследовал титул графа Прованса. Поскольку графство Прованс находилось в нераздельном правлении представителей двух линий потомков Бозона II Арльского, то их соправителем был троюродный Гильом III, потомок Ротбальда II, брата их деда Гильома I. Старший из братьев, Гильом IV, последний раз он упомянут вместе с братьями в акте о дарении аббатству Сен-Виктор в Марселе, датированном 1019 годом Гильом IV точно был мёртв в 1030 году, поскольку в акте о дарении аббатству Сен-Виктор в Марселе, датированном этим годом, упоминаются только Фульк Бертран и Жоффруа I. Женат Гильом IV не был, детей не оставил.
Поскольку в момент гибели отца его сыновья были несовершеннолетними, фактической правительницей была вдовствующая герцогиня Аделаида Анжуйская. В Провансе в это время бунтовали несколько феодалов. При попытке усмирения одного из них, виконта Понса де Фо, Гильом II и погиб. Хотя замок Фо-сюр-Мер у Понса был отобран в 1020 году, но вскоре сеньоры Фо вернули его обратно. Кроме того, восстало ещё несколько сеньоров, ограбивших земли, дарованные в своё время графом Гильомом I аббатству Клюни. Не имея возможности справиться с мятежом самостоятельно, Аделаида призвала на помощь своего сына от второго брака, графа Тулузы Гильома III Тайлефера, который в апреле 1021 года прибыл в Прованс. Также вмешался папа Бенедикт VIII, который пригрозил отлучить мятежников от церкви. В результате в апреле 1023 года провансальские феодалы подчинились и в Провансе на некоторое время наступил мир.
В 1030 году виконт Фо вновь восстали, к нему присоединился также сеньор Бо. В ответ ставший к тому времени совершеннолетним Фульк Бертран собрал армию, призвав на помощь виконта Марселя и нескольких вассалов, владения которых находились около Альп и разбил мятежников около озера Этан-де-Берр, после чего те вновь подчинились своему сюзерену.
В 1032 году умер король Бургундии Рудольф III, вассалом которого были графы Прованса. На Бургундское королевство предъявили права император Священной Римской империи Конрад II и граф Блуа Эд II. Разгоревшаяся война за Бургундское наследство закончилась победой Конрада II, который короновался в 1034 году как король Бургундии. Эд де Блуа попытался продолжить борьбу, но в 1037 году погиб, после чего война закончилась. В результате этой войны графы Прованса формально стали вассалами Священной Римской империи. Но фактически графство Прованс было независимым владением.
Как и другие графы Прованса, Фульк Бертран вместе с братом Жоффруа I неоднократно делал дарения аббатству Сен-Виктор в Марселе. Имя Фулька Бертрана и Жоффруа I упоминается в актах, датированных 1030, 1040, 1044 и 1048 годами. В 1037 году Фульк Бертран сделал дарение аббатству Клюни, причем в акте о дарении он впервые назван маркизом Прованса. Судя по всему, Фульк Бертран унаследовал титул маркиза Прованса после смерти графа Гильома III.
В акте, датированном 1044 годом, указано, что Фульк Бертран является владельцем замка Форкалькье. В будущем этот замок стал центром отдельного графства Форкалькье, которым владели потомки Фулька Бертрана.
Точный год смерти Фулька Бертрана неизвестен. Вероятно он умер между 1050 и 1054 годами.

## Брак и дети
Жена: ранее 23 апреля 1040 Эльдиарда (Хильдегарда) Эвеза. Дети:
- Гильом V Бертран (ум. до 1067), граф Прованса с 1050/1054
- Жоффруа II (ум. 13 февраля 1067/1067), граф Прованса с 1050/1054
- Жильберга; муж: Бертран Рамбо (около 1045 — после 1073), сеньор Ниццы и Оранжа